# 黃意
黃意（ ，1882年—1964年10月16日），柬埔寨華裔政治人物。

## 生平

### 早年經歷
黃意出生於1882年（一說1884年）。1943年《印度支那的君主與名人》（Souverains et notabilités d'Indochine）一書中稱黃意出生於柬埔寨金邊，然而根據黃意的侄孙黃慶華編寫的《柬埔寨「唐人」首相黃意》，黃意的出生地爲廣東省普寧縣富袋村（今屬普寧市洪陽鎮）。

### 政治生涯
1945年日本發動三九政變後，法國殖民政府象徵性的統治宣告終結，施亞努宣佈柬埔寨獨立，並任命黃意爲Akkamohasena，一個優先於其他部長們的頭銜。

### 晚年
1964年10月16日，黃意因病逝世，享壽82歲。

## 家庭

### 子女
黃意長女與政客鄭興結婚，兩人育有七個子女。
七十年代柬埔寨政局動盪，1975年落入紅色高棉之手。黃意的長子黃漢豹、第三子黃東和小女兒黃莎均死於紅色高棉統治時期，次子黃漢雄和第四女黃娜麗在戰亂中隱姓埋名，後回到金邊生活，長女黃娜英與丈夫鄭興在1975年移居美國得克薩斯州。第四子黃丹被叛軍抓捕後在鄉親幫助下得以逃生，後移居加拿大多倫多。還有個兒子黃文乃武與家人移居法國。

## 榮譽
- 法國榮譽軍團勳章騎士勳位（1935年）[註 2]
- 柬埔寨王家勳章大軍官勳位

### 引用
1. ↑  杜敦信 & 赵和曼 1988，第518頁.
2. ↑  Corfield & Summers 2003，第442頁.
3. ↑  黄庆华 2008.
4. ↑  黄庆华 2008，第1-2頁.
5. ↑  Corfield 1994，第8頁.
6. ↑  黄庆华 2008，第20頁.
7. 1 2 3 4  黄庆华 2008，第22頁.
8. ↑  Sakou Samoth 2012，第36頁.
9. ↑  黄庆华 2008，第21-22頁.
10. ↑  L'Écho annamite 1941，第4頁.
11. ↑  Le Temps 1935，第4頁.

### 來源
- Corfield, Justin; Summers, Laura. . The Scarecrow Press. 2003  [2022-10-10]. ISBN 9780810845244 （英语）.
- 黄庆华. . 揭阳市归国华侨联合会. 2008 （中文（中国大陆））.
- 杜敦信; 赵和曼. . 北京: 时事出版社. 1988. ISBN 7-80009-047-7 （中文（中国大陆））.
- . Le Temps. 1935-10-24: 4  [2022-10-10]. （原始内容存档于2022-10-12） （法语）.
- Sakou Samoth.  (pdf). 2012  [2022-10-10]. ISBN 2-9524557-3-2. ISSN 1162-1680. （原始内容存档 (PDF)于2022-08-07） （法语）.
- . L'Écho annamite (22e Année, 3e Série, No. 367) (西貢). 1941-09-26  [2022-10-11]. （原始内容存档于2022-10-14） （法语）.
- Corfield, Justin J. . Monash Asia Institute. 1994  [2022-10-11]. ISBN 9780732605650. （原始内容存档于2022-10-11） （英语）.